# Conington (South Cambridgeshire)
Conington – wieś w Anglii, w hrabstwie Cambridgeshire, w dystrykcie South Cambridgeshire. Leży 16 km na północny zachód od miasta Cambridge i 86 km na północ od Londynu.